# Pocsai László
Pocsai László (Kiscsécs, 1884. május 26. – Bőcs, 1966. december 30.) országgyűlési képviselő.
1935-ben lépett be a Független Kisgazdapártba. Az FKGP helyi és a miskolci járási szervezetének az elnökévé választották. 1945. április 3-tól a Borsod vármegyei bizottság tagja. 
1945. november 4-én a Borsod–Gömör, Zemplén és Abaúj vármegyei választókerületben nemzetgyűlési képviselővé választották. 1946. novemberben bekerült a Magyar Parasztszövetség Borsod megyei elnöki tanácsába. Az 1947. augusztus 31-i országgyűlési választásokon csak pótképviselő lett.